# Strana maďarské spravedlnosti a života
Strana maďarské spravedlnosti a života, maďarsky: Magyar Igazság és Élet Pártja, zkráceně MIÉP, je radikálně pravicová politická strana v Maďarsku, která sama sebe definuje: "ani pravá, ani levá, nýbrž křesťanská a maďarská" (Se nem jobb, se nem bal, keresztény és magyar). S její historií je spjatá osoba spisovatele a dlouholetého předsedy Istvána Csurky. Zatím jediným úspěchem strany byly parlamentní volby 1998, kdy získala 14 poslaneckých křesel. Od voleb 2002 je MIÉP mimo parlament, značná část bývalých politiků i voličské základny přešla k Hnutí za lepší Maďarsko. V lednu 2013 dva poslanci Zsolt Endrésik a Ernő Rozgonyi vystoupili z Jobbiku a přestoupili k MIÉP. Ačkoliv nemohli založit parlamentní frakci, strana měla od ledna 2013 do voleb 2014 dva stranické poslance v parlamentu.

## Historie
MIÉP byla založena 15. července 1993, kdy se odštěpila z tehdy vládnoucího Magyar Demokrata Fórum jako radikálně pravicová strana. Poprvé uspěla ve volbách 1998, kdy se dostala do parlamentu se ziskem 14 mandátů a byla v opozici proti vládnoucí koalici Fidesz-MDF-FKgP. Ze své pozice vystupovala značně proti Evropské unii. Vadilo jí též, že spolu s Maďarskem se má stát členem EU také Slovensko a později Rumunsko a že členství Maďarska v EU povede k podkopání státní suverenity a k okrádání západoevropskými státy. Ve volbách 2002 strana propadla a do parlamentu se již nedostala, proto pro volby 2006 uzavřela se stranou Jobbik Magyarországért Mozgalom společnou volební koalici pod názvem MIÉP – Jobbik a Harmadik Út, i přesto však ve volbách neuspěla. V parlamentních volbách 2010 strana v prvním kole dostala jen 1 286 hlasů, což je 0,03 %.

## Předsedové strany
- 1993—2012: István Csurka
- 2012—2017: Zoltán Fenyvessy
- 2017—současnost: Tibor Nagy

## Volební výsledky

### Volby do Zemského shromáždění
| Volby | I. kolo     | I. kolo   | II. kolo    | II. kolo  | Počet mandátů | Mandáty v % | Úloha v parlamentu |
| Volby | Počet hlasů | Hlasy v % | Počet hlasů | Hlasy v % | Počet mandátů | Mandáty v % | Úloha v parlamentu |
| ----- | ----------- | --------- | ----------- | --------- | ------------- | ----------- | ------------------ |
| 1994  | 85 623      | 1,59 %    | —           | —         | —             | —           | Mimo parlament     |
| 1998  | 248 825     | 5,55 %    | 19 707      | 4,08 %    | 14            | 3,63 %      | Opozice            |
| 2002  | 245 326     | 4,37 %    | 325         | 0,01 %    | —             | —           | Mimo parlament     |
| 20061 | 119 007     | 2,20 %    | 231         | 0,01 %    | —             | —           | Mimo parlament     |
| 2010  | 1 286       | 0,03 %    | —           | —         | —             | —           | Mimo parlament     |
| 20142 | 2 054       | 0,04 %    | —           | —         | —             | —           | Mimo parlament     |

1 : Společná volební aliance stran Jobbik a MIÉP s názvem MIÉP – Jobbik a Harmadik Út.

2 : Několik společných kandidátů FKgP–MIÉP v jednomandátových obvodech.

### Volby do Evropského parlamentu
| Volby | Počet hlasů | Hlasy v % | Počet mandátů | Evropská strana |
| ----- | ----------- | --------- | ------------- | --------------- |
| 2004  | 72 203      | 2,35 %    | —             | —               |
| 2009  | —           | —         | —             | —               |
| 2014  | —           | —         | —             | —               |